# New in Town (film)
Pour les articles homonymes, voir New in Town.
Pour plus de détails, voir Fiche technique et Distribution.
New in Town est un film américain réalisé par Jonas Elmer, sorti en 2009.

## Fiche technique
- Titre français : New in Town

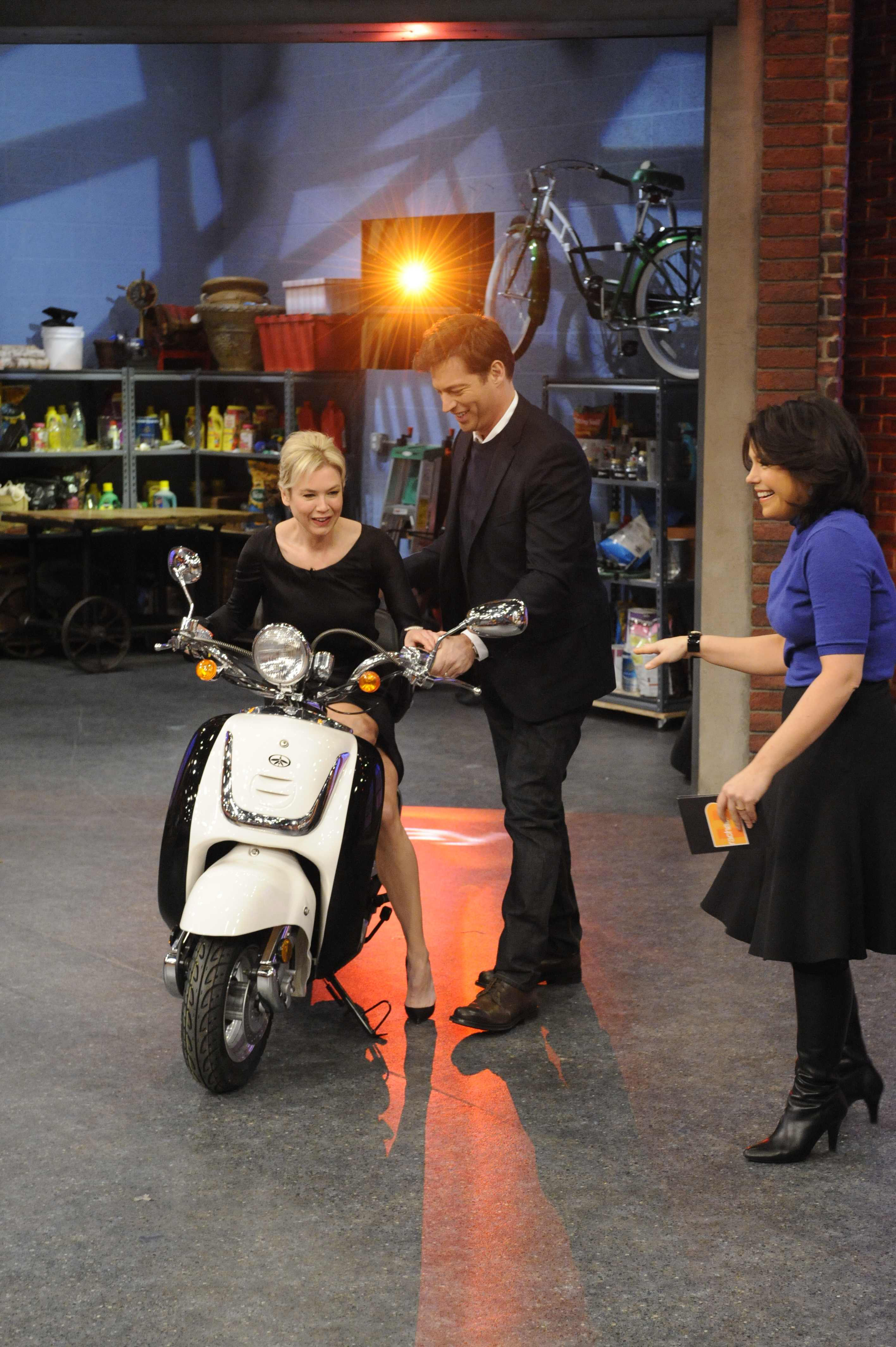
Les acteurs Renée Zellweger et Harry Connick Jr., en pleine promotion du film, en septembre 2009.

- Titre québécois : Casque et talons hauts
- Réalisation : Jonas Elmer
- Scénario : Ken Rance et C. Jay Cox
- Pays d'origine :  États-Unis
- Format : Couleur - 1,85:1
- Genre : Comédie romantique
- Durée : 97 minutes
- Dates de sortie :
  - États-Unis : 30 janvier 2009
  - Belgique : 25 février 2009
  - Royaume-Uni : 27 février 2009

## Distribution
- Renée Zellweger (VF : Rafaèle Moutier ; VQ : Valérie Gagné) : Lucy Hill
- Harry Connick Jr. (VQ : Gilbert Lachance) : Ted Mitchell
- Siobhan Fallon Hogan (VF : Josiane Pinson ; VQ : Linda Roy) : Blanche Gunderson
- J.K. Simmons (VQ : Alain Gélinas) : Stu Kopenhafer
- Mike O'Brien (VQ : Marc-André Bélanger) : Lars Ulstead
- Frances Conroy (VQ : Claudine Chatel) : Trudy Van Uuden
- Dan Augusta (VQ : François-Nicolas Dolan) : Billy Gunderson
- Peter Jordan (VQ : Denis Roy) : Edwin Schuck
- Robert Small (VQ: Jacques Lavallée) : Donald Arling
- Nancy Drake (VQ: Élizabeth Chouvalidzé) : Flo
- Ferron Guerreiro (VQ : Stéfanie Dolan) : Bobbie Mitchell
- Hilary Carroll (VF : Joséphine Ropion ; VQ : Geneviève Désilets) : Kimberley